# Synchronous Optical Network
Das Synchronous Optical Network (SONET) ist eine von ANSI standardisierte Multiplextechnik für synchrone Datenströme und wurde für Übertragungsraten von 51,84 Mbit/s bis zu 2,5 Gbit/s konzipiert. Die Übertragung findet über Lichtwellenleiter unter der Verwendung von Laser oder kohärentem Licht oder LEDs statt. Bei niedrigen Bandraten können die Daten auch über elektrische Schnittstellen übertragen werden. Er wurde von den US-amerikanischen Bell Labs (Bellcore) entwickelt.
Auf dem älteren SONET basiert der ITU-Standard Synchrone Digitale Hierarchie (SDH) aus dem Jahr 1988; die Spezifikationen von SONET und SDH sind bis auf kleine Abweichungen im Header eines Frames identisch und bieten dieselben Übertragungsgeschwindigkeiten. Daher sind nach SONET und nach SDH arbeitende Multiplexer kompatibel.

## SONET-Hierarchie

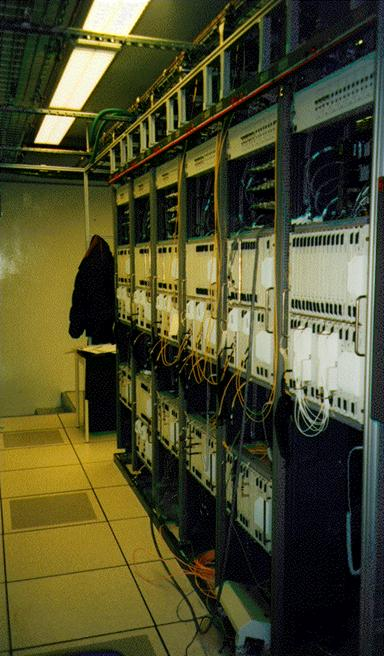
Racks aus STM-16 SDH-Multiplexern (OC-48)

Datenraten der SONET-Hierarchie (Optical Carrier N):
| Ebene                      | Abk.    | Übertragungsrate |
| -------------------------- | ------- | ---------------- |
| Optical Carrier Level 1    | OC-1    | 52 Mbit/s        |
| Optical Carrier Level 3    | OC-3    | 155 Mbit/s       |
| Optical Carrier Level 9    | OC-9    | 466 Mbit/s       |
| Optical Carrier Level 12   | OC-12   | 622 Mbit/s       |
| Optical Carrier Level 18   | OC-18   | 933 Mbit/s       |
| Optical Carrier Level 24   | OC-24   | 1.2 Gbit/s       |
| Optical Carrier Level 36   | OC-36   | 1.8 Gbit/s       |
| Optical Carrier Level 48   | OC-48   | 2.4 Gbit/s       |
| Optical Carrier Level 96   | OC-96   | 4.8 Gbit/s       |
| Optical Carrier Level 192  | OC-192  | 9.6 Gbit/s       |
| Optical Carrier Level 768  | OC-768  | 40 Gbit/s        |
| Optical Carrier Level 3072 | OC-3072 | 160 Gbit/s       |

Anmerkung: Die genauen Geschwindigkeiten ergeben sich durch Multiplikation des Grundwertes (OC-1) mit dem entsprechenden Level. Für OC-1 bedeutet das beispielsweise eine Übertragungsrate von {\displaystyle 51\,840\,000\;{\text{bit/s}}} und eine Nutzdatenrate von {\displaystyle 49\,438\,000\;{\text{bit/s}}}.